# 三好リッチランド
三好リッチランド（みよしリッチランド 英：Miyoshi Rich Land）は、かつて愛知県西加茂郡三好町（現・みよし市）に存在した遊園地である。

## 概要
岐阜県の建築士で、岬建築事務所に所属していた坂田美郎（1924年 - 2008年）の施工により1971年（昭和46年）に建設が開始され、1972年（昭和47年）オープン。施設の目玉は流水プール兼スケートリンクで、一周250mコース幅9mの流水プール・直径24mの子供プール・直径18mのスライダープールを備え夏季には「三好流水プール」として利用された後冬季には流水プール内の冷却管を用いてスケート場とし、「三好スケートリンク」として利用された。
この他に52レーンのボウリング場や、ゲームコーナーも設置されていた。両者が入った建物は白い富士山状の屋根が特徴的だった。

## テレビCM
「1よし2よし、3よし三好!」というキャッチフレーズと、「楽しい夏 / 冬が来た、三好流水プール / スケートリンク」というジングルだった。

## 終焉と現在
1970年代から1980年代にかけては東海地方でテレビCMを放映していたこともあって多くの利用客があったが、レジャーの多様化や利用客の減少傾向もあって1990年代初めに閉鎖された。
跡地にはみよし市勤労文化会館（文化センターサンアート）というみよし市営の文化施設が建設されて現在に至っている。